# Andromeda (Accio)
Andromeda (in latino Andromeda) è una cothurnata perduta dello scrittore romano Lucio Accio, composta nel I secolo a.C. e forse basata sul modello dell'omonima tragedia di Euripide, di cui oggi restano frammenti.